# Liste der Nationalparks in Tunesien
In Tunesien wurden 17 Nationalparks ausgewiesen (Stand Februar 2018).

## Übersicht
| Name                       | Gouvernement           | Datum | Größe [km²] | WDPA      | Bemerkungen | Bild |
| -------------------------- | ---------------------- | ----- | ----------- | --------- | ----------- | ---- |
| Bouhedma                   | Sidi Bouzid            | 1980  | 165,12      | 4487      |             |      |
| Boukornine                 | Nabeul                 | 1987  | 19,39       | 12390     |             |      |
| Chambi                     | Kasserine              | 1980  | 67,23       | 4486      |             |      |
| Dghoumes                   | Tozeur                 | 2010  | 80,22       | 555624249 |             |      |
| Djebel Chitana / Cap negro | Beja, Bizerta          | 2010  | 129,33      | 555624251 |             |      |
| Djebel Serj                | Kairouan, Siliana      | 2010  | 17,2        | 555624257 |             |      |
| Djebel Zaghdoud            | Kairouan               | 2010  | 17,94       | 555624258 |             |      |
| Djebel Zaghouan            | Zaghouan               | 2010  | 20,24       | 555624259 |             |      |
| Djebel Mghilla             | Kasserine, Sidi Bouzid | 2010  | 162,49      | 555624260 |             |      |
| Djebel Orbata              | Gafsa                  | 2010  | 52,32       | 555624261 |             |      |
| El Feïja                   | Jendouba               | 1990  | 26,32       | 17744     |             |      |
| Ichkeul                    | Bizerta                | 1980  | 126         | 941       |             |      |
| Jebil                      | Kebili                 | 1994  | 1761,09     | 555624270 |             |      |
| Oued Zeen                  | Jendouba               | 2010  | 67          | 555624288 |             |      |
| Sanghr Jabbess             | Tataouine              | 2010  | 2804,27     | 555624289 |             |      |
| Sidi Toui                  | Medenine               | 1991  | 63,47       | 18776     |             |      |
| Zembra und Zembretta       | Nabeul                 | 1977  | 7,91        | 942       |             |      |